# Ariovisto

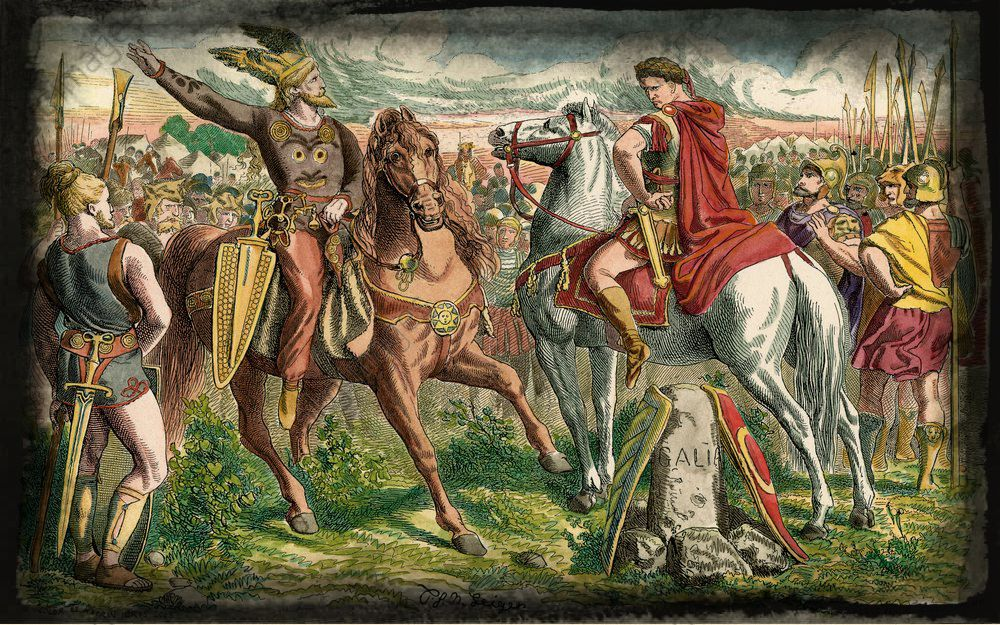
César e Ariovisto (reunião antes da batalha). Xilogravura, 1873, de Johann Nepomuk Geiger (1805–1880). De: W. Zimmermann, História do povo alemão, volume 1, Stuttgart 1873. Berlim, coleção particular.

Ariovisto (101 a.C. — c. 54 a.C.) foi o chefe do povo germânico dos suevos, como conta Júlio César no De Bello Gallico.
Em 75 a.C., os germanos chegam aos arredores de Mogoncíaco sob o comando de Ariovisto, onde eles atravessam o rio Reno em sentido da Gália. Em 61 a.C., ouvindo o apelo dos aliados sequanos, os suevos (talvez em uma coalizão germânica mais geral) passam o Reno e infligem uma dura derrota aos éduos (representantes do "partidários pró-romanos" na Gália independente) sem que Roma venha lhes prestar ajuda. Ariovisto decide então estabelecer seus 120 000 homens em um terço do território de seus aliados sequanos (entre as atuais Alsácia e Franco-Condado), decisão imposta pela força na batalha de Admagetóbriga (hoje La-Moigte-de-Broie, perto de Pontarlier).
Tentando controlar sua fronteira setentrional bastante vulnerável (a Itália romana se terminava então aos pés dos Alpes do sul e a Gália romana na altura de Viena Alóbrogo (atual Vienne), Roma saúda Ariovisto em 59 a.C. (César é cônsul pela primeira vez), dando-lhe o título de "rei e amigo do povo romano".
Vencido e ferido quando da primeira campanha de César (em 58 a.C.), Ariovisto consegue se retirar para a Germânia graças a uma artimanha (descrita como de baixo nível pelos romanos) feita em Cernay.

## Fonte
- Júlio César : De Bello Gallico, livro I. os germanos sob o comando de Ariovisto.